# Rubus aristisepalus
Rubus aristisepalus är en rosväxtart som först beskrevs av Henri L. Sudre, och fick sitt nu gällande namn av William Charles Richard Watson. Rubus aristisepalus ingår i släktet rubusar, och familjen rosväxter. Inga underarter finns listade i Catalogue of Life.